# وایتهرس (داکوتای جنوبی)
وایتهرس(به انگلیسی: Whitehorse) شهری در ایالت داکوتای جنوبی کشور ایالات متحده آمریکا است که جمعیت آن در سرشماری سال ۲۰۱۰ میلادی، ۱۴۱ نفر بوده‌است.